# Europees kampioenschap handbal vrouwen 2020 (kwalificatie)
De kwalificatie voor het Europees kampioenschap handbal vrouwen 2020 was een reeks wedstrijden in het handbal die uitmaakte welke landen mochten deelnemen aan het Europees kampioenschap handbal vrouwen 2020.

## Kwalificatiesysteem

### Plaatsing
De loting voor de kwalificatieronde vond plaats op 4 april 2019 in Wenen. De gastlanden, Denemarken en Noorwegen, had zich automatisch geplaatst voor het eindtoernooi. De overige 28 landenteams zijn verdeeld over verschillende potten op basis van de "EHF landenteam ranglijst voor vrouwen". Deze teams zijn zo verdeeld dat in elke poule één team per pot zit. De vier teams die het laagst stonden op de ranglijst van de EHF.

### Speeldata
- Kwalificatie fase 1 : 31 mei - 2 juni 2019
- Ronde 1 & 2: 25 - 29 september 2019
- Ronde 3 & 4: 25 - 29 maart 2020
- Ronde 5 & 6: 27 - 31 mei 2020

## Kwalificatiefase 1
De loting voor de kwalificatie leidde tot de zeven onderstaande groepen.
|  | Gekwalificeerd voor de 2e kwalificatieronde |

### Groep 1
| Pos | Team        | Wed | W | G | V | DV | DT | DS  | Ptn |
| --- | ----------- | --- | - | - | - | -- | -- | --- | --- |
| 1   | Griekenland | 3   | 3 | 0 | 0 | 86 | 49 | +37 | 6   |
| 2   | Israël      | 3   | 1 | 1 | 1 | 80 | 78 | +2  | 3   |
| 3   | Luxemburg   | 3   | 1 | 0 | 2 | 65 | 84 | −19 | 2   |
| 4   | Finland     | 3   | 0 | 1 | 2 | 64 | 84 | −20 | 1   |

| Vrijdag 31 mei 2019 16:00 | Finland | 24–27   | Luxemburg | Filippio Sports Hall, Veria Toeschouwers: 200 Scheidsrechters: Mitrović, Kažanegra (MNE) |
| Vrijdag 31 mei 2019 16:00 | Hilli 7 | (13–18) | Welter 8  | Filippio Sports Hall, Veria Toeschouwers: 200 Scheidsrechters: Mitrović, Kažanegra (MNE) |
| Vrijdag 31 mei 2019 16:00 | 2× 4×   | verslag | 1× 2×     | Filippio Sports Hall, Veria Toeschouwers: 200 Scheidsrechters: Mitrović, Kažanegra (MNE) |

| Vrijdag 31 mei 2019 18:30 | Israël   | 21–28   | Griekenland | Filippio Sports Hall, Veria Toeschouwers: 500 Scheidsrechters: Rakytina, Tkachuk (UKR) |
| Vrijdag 31 mei 2019 18:30 | Vakrat 6 | (12–11) | Tsàkalou 8  | Filippio Sports Hall, Veria Toeschouwers: 500 Scheidsrechters: Rakytina, Tkachuk (UKR) |
| Vrijdag 31 mei 2019 18:30 | 1× 6×    | verslag | 2×          | Filippio Sports Hall, Veria Toeschouwers: 500 Scheidsrechters: Rakytina, Tkachuk (UKR) |

| Zaterdag 1 juni 2019 16:00 | Luxemburg | 24–33   | Israël    | Filippio Sports Hall, Veria Toeschouwers: 200 Scheidsrechters: Rakytina, Tkachuk (UKR) |
| Zaterdag 1 juni 2019 16:00 | Wirtz 10  | (9–17)  | Vakrat 10 | Filippio Sports Hall, Veria Toeschouwers: 200 Scheidsrechters: Rakytina, Tkachuk (UKR) |
| Zaterdag 1 juni 2019 16:00 | 2× 3×     | verslag | 3× 2×     | Filippio Sports Hall, Veria Toeschouwers: 200 Scheidsrechters: Rakytina, Tkachuk (UKR) |

| Zaterdag 1 juni 2019 18:00 | Griekenland | 31–14   | Finland | Filippio Sports Hall, Veria Toeschouwers: 750 Scheidsrechters: Mitrović, Kažanegra (MNE) |
| Zaterdag 1 juni 2019 18:00 | Tsàkalou 6  | (17–6)  | Kulju 3 | Filippio Sports Hall, Veria Toeschouwers: 750 Scheidsrechters: Mitrović, Kažanegra (MNE) |
| Zaterdag 1 juni 2019 18:00 | 5×          | verslag | 1× 3×   | Filippio Sports Hall, Veria Toeschouwers: 750 Scheidsrechters: Mitrović, Kažanegra (MNE) |

| Zondag 2 juni 2019 15:00 | Israël    | 26–26   | Finland    | Filippio Sports Hall, Veria Toeschouwers: 150 Scheidsrechters: Mitrović, Kažanegra (MNE) |
| Zondag 2 juni 2019 15:00 | Vakrat 12 | (17–10) | Lindholm 7 | Filippio Sports Hall, Veria Toeschouwers: 150 Scheidsrechters: Mitrović, Kažanegra (MNE) |
| Zondag 2 juni 2019 15:00 | 1× 4×     | verslag | 2× 3×      | Filippio Sports Hall, Veria Toeschouwers: 150 Scheidsrechters: Mitrović, Kažanegra (MNE) |

| Zondag 2 juni 2019 17:30 | Griekenland         | 27–14   | Luxemburg | Filippio Sports Hall, Veria Toeschouwers: 600 Scheidsrechters: Rakytina, Tkachuk (UKR) |
| Zondag 2 juni 2019 17:30 | Mournou, Tsàkalou 5 | (14–5)  | Wirtz 5   | Filippio Sports Hall, Veria Toeschouwers: 600 Scheidsrechters: Rakytina, Tkachuk (UKR) |
| Zondag 2 juni 2019 17:30 | 5× 1×               | verslag | 2× 5×     | Filippio Sports Hall, Veria Toeschouwers: 600 Scheidsrechters: Rakytina, Tkachuk (UKR) |

## Kwalificatiefase 2
De loting voor de kwalificatie leidde tot de zeven onderstaande groepen.
|  | Gekwalificeerd voor het Europees kampioenschap handbal vrouwen |

### Groep 1
| Pos | Team        | Wed | W | G | V | DV | DT | DS  | Ptn |
| --- | ----------- | --- | - | - | - | -- | -- | --- | --- |
| 1   | Nederland   | 2   | 2 | 0 | 0 | 75 | 42 | +33 | 4   |
| 2   | Spanje      | 2   | 2 | 0 | 0 | 61 | 40 | +21 | 4   |
| 3   | Oostenrijk  | 2   | 0 | 0 | 2 | 46 | 60 | −14 | 0   |
| 4   | Griekenland | 2   | 0 | 0 | 2 | 36 | 76 | −40 | 0   |

| Donderdag 26 september 2019 19:30 | Nederland              | 32–24   | Oostenrijk | Indoor-Sportcentrum Eindhoven, Eindhoven Toeschouwers: 5.000 Scheidsrechters: Stokes, Bartlett (GBR) |
| Donderdag 26 september 2019 19:30 | Dulfer, van Wetering 6 | (13–13) | Frey 8     | Indoor-Sportcentrum Eindhoven, Eindhoven Toeschouwers: 5.000 Scheidsrechters: Stokes, Bartlett (GBR) |
| Donderdag 26 september 2019 19:30 | 2×                     | verslag | 1× 5×      | Indoor-Sportcentrum Eindhoven, Eindhoven Toeschouwers: 5.000 Scheidsrechters: Stokes, Bartlett (GBR) |

| Donderdag 26 september 2019 20:30 | Spanje   | 33–18   | Griekenland | Palacio de los Juegos del Mediterráneo, Almería Toeschouwers: 3.310 Scheidsrechters: Rauchs, Linster (LUX) |
| Donderdag 26 september 2019 20:30 | Cabral 6 | (15–9)  | Mastaka 5   | Palacio de los Juegos del Mediterráneo, Almería Toeschouwers: 3.310 Scheidsrechters: Rauchs, Linster (LUX) |
| Donderdag 26 september 2019 20:30 | 2× 3×    | verslag | 2×          | Palacio de los Juegos del Mediterráneo, Almería Toeschouwers: 3.310 Scheidsrechters: Rauchs, Linster (LUX) |

| Zondag 29 september 2019 17:00 | Griekenland | 18–43   | Nederland      | Municipal Sports Center Lefkovrisi, Kozani Toeschouwers: 700 Scheidsrechters: Simone, Monitillo (ITA) |
| Zondag 29 september 2019 17:00 | Tsàkalou 9  | (13–21) | drie spelers 5 | Municipal Sports Center Lefkovrisi, Kozani Toeschouwers: 700 Scheidsrechters: Simone, Monitillo (ITA) |
| Zondag 29 september 2019 17:00 | 1× 3×       | verslag | 2×             | Municipal Sports Center Lefkovrisi, Kozani Toeschouwers: 700 Scheidsrechters: Simone, Monitillo (ITA) |

| Zondag 29 september 2019 20:25 | Oostenrijk     | 22–28   | Spanje      | BSFZ Südstadt, Maria Enzersdorf Toeschouwers: 800 Scheidsrechters: Lončar, Lončar (CRO) |
| Zondag 29 september 2019 20:25 | Frey, Kovacs 7 | (8–14)  | Rodríguez 6 | BSFZ Südstadt, Maria Enzersdorf Toeschouwers: 800 Scheidsrechters: Lončar, Lončar (CRO) |
| Zondag 29 september 2019 20:25 | 1× 2×          | verslag | 1× 4×       | BSFZ Südstadt, Maria Enzersdorf Toeschouwers: 800 Scheidsrechters: Lončar, Lončar (CRO) |

| Woensdag 25 maart 2020 20:30 | Spanje  | afgelast | Nederland | Pabellón Polideportivo Municipal Fernando Argüelles, Antequera |
| Woensdag 25 maart 2020 20:30 | verslag |          |           | Pabellón Polideportivo Municipal Fernando Argüelles, Antequera |
| Woensdag 25 maart 2020 20:30 |         |          |           | Pabellón Polideportivo Municipal Fernando Argüelles, Antequera |

|  | Griekenland | afgelast | Oostenrijk | Municipal Sports Center Lefkovrisi, Kozani |
|  | verslag     |          |            | Municipal Sports Center Lefkovrisi, Kozani |
|  |             |          |            | Municipal Sports Center Lefkovrisi, Kozani |

|  | Oostenrijk | afgelast | Griekenland | Handball-Arena Rieden-Vorkloster, Bregenz |
|  | verslag    |          |             | Handball-Arena Rieden-Vorkloster, Bregenz |
|  |            |          |             | Handball-Arena Rieden-Vorkloster, Bregenz |

| Zaterdag 29 maart 2020 16:00 | Nederland | afgelast | Spanje | Rotterdam Ahoy, Rotterdam |
| Zaterdag 29 maart 2020 16:00 | verslag   |          |        | Rotterdam Ahoy, Rotterdam |
| Zaterdag 29 maart 2020 16:00 |           |          |        | Rotterdam Ahoy, Rotterdam |

|  | Griekenland | afgelast | Spanje |  |
|  | verslag     |          |        |  |
|  |             |          |        |  |

| Donderdag 28 mei 2020 20:25 | Oostenrijk | afgelast | Nederland | BSFZ Südstadt, Maria Enzersdorf |
| Donderdag 28 mei 2020 20:25 | verslag    |          |           | BSFZ Südstadt, Maria Enzersdorf |
| Donderdag 28 mei 2020 20:25 |            |          |           | BSFZ Südstadt, Maria Enzersdorf |

| Zondag 31 mei 2020 | Spanje  | afgelast | Oostenrijk |  |
| Zondag 31 mei 2020 | verslag |          |            |  |
| Zondag 31 mei 2020 |         |          |            |  |

| Zondag 31 mei 2020 16:00 | Nederland | afgelast | Griekenland | Indoor-Sportcentrum Eindhoven, Eindhoven |
| Zondag 31 mei 2020 16:00 | verslag   |          |             | Indoor-Sportcentrum Eindhoven, Eindhoven |
| Zondag 31 mei 2020 16:00 |           |          |             | Indoor-Sportcentrum Eindhoven, Eindhoven |

### Groep 2
| Pos | Team       | Wed | W | G | V | DV | DT | DS  | Ptn |
| --- | ---------- | --- | - | - | - | -- | -- | --- | --- |
| 1   | Hongarije  | 2   | 2 | 0 | 0 | 63 | 29 | +34 | 4   |
| 2   | Montenegro | 2   | 2 | 0 | 0 | 73 | 41 | +32 | 4   |
| 3   | Litouwen   | 2   | 0 | 0 | 2 | 43 | 65 | −22 | 0   |
| 4   | Italië     | 2   | 0 | 0 | 2 | 27 | 71 | −44 | 0   |

| Woensdag 25 september 2019 18:00 | Montenegro  | 41–17   | Italië       | Sportski Centar Ada, Pljevlja Toeschouwers: 2.360 Scheidsrechters: Mertinian, Syrepisios (GRE) |
| Woensdag 25 september 2019 18:00 | Radičević 9 | (20–9)  | Manojlovic 5 | Sportski Centar Ada, Pljevlja Toeschouwers: 2.360 Scheidsrechters: Mertinian, Syrepisios (GRE) |
| Woensdag 25 september 2019 18:00 | 2× 4×       | verslag | 2× 3×        | Sportski Centar Ada, Pljevlja Toeschouwers: 2.360 Scheidsrechters: Mertinian, Syrepisios (GRE) |

| Woensdag 25 september 2019 19:00 | Hongarije | 33–19   | Litouwen         | Érd Aréna, Érd Toeschouwers: 1.900 Scheidsrechters: Harabagiu, Stănescu (ROU) |
| Woensdag 25 september 2019 19:00 | Klujber 9 | (16–12) | Kavaliauskaitė 9 | Érd Aréna, Érd Toeschouwers: 1.900 Scheidsrechters: Harabagiu, Stănescu (ROU) |
| Woensdag 25 september 2019 19:00 | 3× 6×     | verslag | 3× 5×            | Érd Aréna, Érd Toeschouwers: 1.900 Scheidsrechters: Harabagiu, Stănescu (ROU) |

| Zondag 29 september 2019 16:00 | Litouwen          | 24–32   | Montenegro | Švyturys Arena, Klaipėda Toeschouwers: 500 Scheidsrechters: Pétursson, Prastarson (ISL) |
| Zondag 29 september 2019 16:00 | Kavaliauskaitė 11 | (14–20) | Jauković 9 | Švyturys Arena, Klaipėda Toeschouwers: 500 Scheidsrechters: Pétursson, Prastarson (ISL) |
| Zondag 29 september 2019 16:00 | 2× 4×             | verslag | 3× 6× 1×   | Švyturys Arena, Klaipėda Toeschouwers: 500 Scheidsrechters: Pétursson, Prastarson (ISL) |

| Zondag 29 september 2019 17:00 | Italië      | 10–30   | Hongarije | Palagetur, Lignano Sabbiadoro Toeschouwers: 800 Scheidsrechters: Beulakker, Gilis (BEL) |
| Zondag 29 september 2019 17:00 | Bassanese 3 | (4–16)  | Klujber 8 | Palagetur, Lignano Sabbiadoro Toeschouwers: 800 Scheidsrechters: Beulakker, Gilis (BEL) |
| Zondag 29 september 2019 17:00 | 1× 5×       | verslag | 1×        | Palagetur, Lignano Sabbiadoro Toeschouwers: 800 Scheidsrechters: Beulakker, Gilis (BEL) |

|  | Hongarije | afgelast | Montenegro | Érd Aréna, Érd |
|  | verslag   |          |            | Érd Aréna, Érd |
|  |           |          |            | Érd Aréna, Érd |

|  | Litouwen | afgelast | Italië | Alytaus Arena, Alytaus |
|  | verslag  |          |        | Alytaus Arena, Alytaus |
|  |          |          |        | Alytaus Arena, Alytaus |

|  | Montenegro | afgelast | Hongarije | Sportski Centar Nikšić, Nikšić |
|  | verslag    |          |           | Sportski Centar Nikšić, Nikšić |
|  |            |          |           | Sportski Centar Nikšić, Nikšić |

|  | Italië  | afgelast | Litouwen | Pala San Nicolò, Teramo |
|  | verslag |          |          | Pala San Nicolò, Teramo |
|  |         |          |          | Pala San Nicolò, Teramo |

| 27-28 mei 2020 | Litouwen | afgelast | Hongarije |  |
| 27-28 mei 2020 | verslag  |          |           |  |
| 27-28 mei 2020 |          |          |           |  |

| Donderdag 28 mei 2020 21:00 | Italië  | afgelast | Montenegro | PalaGeorge, Montichiari |
| Donderdag 28 mei 2020 21:00 | verslag |          |            | PalaGeorge, Montichiari |
| Donderdag 28 mei 2020 21:00 |         |          |            | PalaGeorge, Montichiari |

| Zondag 31 mei 2020 | Montenegro | afgelast | Litouwen |  |
| Zondag 31 mei 2020 | verslag    |          |          |  |
| Zondag 31 mei 2020 |            |          |          |  |

| Zondag 31 mei 2020 16:00 | Hongarije | afgelast | Italië | Érd Aréna, Érd |
| Zondag 31 mei 2020 16:00 | verslag   |          |        | Érd Aréna, Érd |
| Zondag 31 mei 2020 16:00 |           |          |        | Érd Aréna, Érd |

### Groep 3
| Pos | Team        | Wed | W | G | V | DV | DT | DS  | Ptn |
| --- | ----------- | --- | - | - | - | -- | -- | --- | --- |
| 1   | Duitsland   | 2   | 2 | 0 | 0 | 74 | 45 | +29 | 4   |
| 2   | Slovenië    | 2   | 2 | 0 | 0 | 63 | 52 | +11 | 4   |
| 3   | Wit-Rusland | 2   | 0 | 0 | 2 | 59 | 71 | −12 | 0   |
| 4   | Kosovo      | 2   | 0 | 0 | 2 | 38 | 66 | −28 | 0   |

| Woensdag 25 september 2019 18:45 | Duitsland              | 40–30   | Wit-Rusland | HUK-Coburg arena, Coburg Toeschouwers: 1.837 Scheidsrechters: Sá, Sá (POR) |
| Woensdag 25 september 2019 18:45 | Bölk, Naidzinavicius 6 | (20–14) | Kotsina 7   | HUK-Coburg arena, Coburg Toeschouwers: 1.837 Scheidsrechters: Sá, Sá (POR) |
| Woensdag 25 september 2019 18:45 | 2× 5×                  | verslag | 2× 3×       | HUK-Coburg arena, Coburg Toeschouwers: 1.837 Scheidsrechters: Sá, Sá (POR) |

| Donderdag 26 september 2019 18:00 | Slovenië       | 32–23   | Kosovo  | Sportna Dvorana Ljudski Vrt Lukna, Maribor Toeschouwers: 600 Scheidsrechters: Duplii, Tkachuk (UKR) |
| Donderdag 26 september 2019 18:00 | Pišek, Vučko 6 | (16–10) | Arifi 8 | Sportna Dvorana Ljudski Vrt Lukna, Maribor Toeschouwers: 600 Scheidsrechters: Duplii, Tkachuk (UKR) |
| Donderdag 26 september 2019 18:00 | 2× 3×          | verslag | 1× 4×   | Sportna Dvorana Ljudski Vrt Lukna, Maribor Toeschouwers: 600 Scheidsrechters: Duplii, Tkachuk (UKR) |

| Zondag 29 september 2019 15:30 | Wit-Rusland | 29–31   | Slovenië | Minsk Sports Palace, Minsk Toeschouwers: 2.000 Scheidsrechters: Ivanović, Vujisić (MNE) |
| Zondag 29 september 2019 15:30 | Yezhykava 7 | (13–18) | Gros 11  | Minsk Sports Palace, Minsk Toeschouwers: 2.000 Scheidsrechters: Ivanović, Vujisić (MNE) |
| Zondag 29 september 2019 15:30 | 2× 3×       | verslag | 2× 3×    | Minsk Sports Palace, Minsk Toeschouwers: 2.000 Scheidsrechters: Ivanović, Vujisić (MNE) |

| Zondag 29 september 2019 20:00 | Kosovo   | 15–34   | Duitsland    | Palace of Youth and Sports, Pristina Toeschouwers: 755 Scheidsrechters: Jovchev, Yonchev (BUL) |
| Zondag 29 september 2019 20:00 | Demaj 10 | (8–14)  | Minevskaja 7 | Palace of Youth and Sports, Pristina Toeschouwers: 755 Scheidsrechters: Jovchev, Yonchev (BUL) |
| Zondag 29 september 2019 20:00 | 1× 5×    | verslag | 3×           | Palace of Youth and Sports, Pristina Toeschouwers: 755 Scheidsrechters: Jovchev, Yonchev (BUL) |

|  | Slovenië | afgelast | Duitsland | Golovec Hall, Celje |
|  | verslag  |          |           | Golovec Hall, Celje |
|  |          |          |           | Golovec Hall, Celje |

|  | Kosovo  | afgelast | Wit-Rusland | Palace of Youth and Sports, Pristina |
|  | verslag |          |             | Palace of Youth and Sports, Pristina |
|  |         |          |             | Palace of Youth and Sports, Pristina |

|  | Wit-Rusland | afgelast | Kosovo | Minsk Sports Palace, Minsk |
|  | verslag     |          |        | Minsk Sports Palace, Minsk |
|  |             |          |        | Minsk Sports Palace, Minsk |

|  | Duitsland | afgelast | Slovenië | EgeTrans Arena, Bietigheim-Bissingen |
|  | verslag   |          |          | EgeTrans Arena, Bietigheim-Bissingen |
|  |           |          |          | EgeTrans Arena, Bietigheim-Bissingen |

| Woensdag 27 mei 2020 18:00 | Wit-Rusland | afgelast | Duitsland | Minsk Sports Palace, Minsk |
| Woensdag 27 mei 2020 18:00 | verslag     |          |           | Minsk Sports Palace, Minsk |
| Woensdag 27 mei 2020 18:00 |             |          |           | Minsk Sports Palace, Minsk |

| Woensdag 27 mei 2020 19:15 | Kosovo  | afgelast | Slovenië | Palace of Youth and Sports, Pristina |
| Woensdag 27 mei 2020 19:15 | verslag |          |          | Palace of Youth and Sports, Pristina |
| Woensdag 27 mei 2020 19:15 |         |          |          | Palace of Youth and Sports, Pristina |

| Zondag 31 mei 2020 16:00 | Duitsland | afgelast | Kosovo | Schwalbe-Arena, Gummersbach |
| Zondag 31 mei 2020 16:00 | verslag   |          |        | Schwalbe-Arena, Gummersbach |
| Zondag 31 mei 2020 16:00 |           |          |        | Schwalbe-Arena, Gummersbach |

| Zondag 31 mei 2020 16:00 | Slovenië | afgelast | Wit-Rusland | Golovec Hall, Celje |
| Zondag 31 mei 2020 16:00 | verslag  |          |             | Golovec Hall, Celje |
| Zondag 31 mei 2020 16:00 |          |          |             | Golovec Hall, Celje |

### Groep 4
| Pos | Team        | Wed | W | G | V | DV | DT | DS  | Ptn |
| --- | ----------- | --- | - | - | - | -- | -- | --- | --- |
| 1   | Rusland     | 2   | 2 | 0 | 0 | 69 | 41 | +28 | 4   |
| 2   | Servië      | 2   | 2 | 0 | 0 | 62 | 49 | +13 | 4   |
| 3   | Slowakije   | 2   | 0 | 0 | 2 | 41 | 61 | −20 | 0   |
| 4   | Zwitserland | 2   | 0 | 0 | 2 | 49 | 70 | −21 | 0   |

| Woensdag 25 september 2019 18:00 | Servië      | 35–23   | Zwitserland   | Kraljevo Sports Hall, Kraljevo Toeschouwers: 2.000 Scheidsrechters: Backović, Palačković (SLO) |
| Woensdag 25 september 2019 18:00 | Pop-Lazić 7 | (17–11) | Frey, Hodel 5 | Kraljevo Sports Hall, Kraljevo Toeschouwers: 2.000 Scheidsrechters: Backović, Palačković (SLO) |
| Woensdag 25 september 2019 18:00 | 1× 3×       | verslag | 3× 4×         | Kraljevo Sports Hall, Kraljevo Toeschouwers: 2.000 Scheidsrechters: Backović, Palačković (SLO) |

| Woensdag 25 september 2019 19:30 | Rusland      | 34–15   | Slowakije      | Rostov-on-Don Palace of Sports, Rostov-Don Toeschouwers: 2.956 Scheidsrechters: Praštalo, Balvan (BIH) |
| Woensdag 25 september 2019 19:30 | Vyakhireva 8 | (17–10) | M. Rajnohová 5 | Rostov-on-Don Palace of Sports, Rostov-Don Toeschouwers: 2.956 Scheidsrechters: Praštalo, Balvan (BIH) |
| Woensdag 25 september 2019 19:30 | 2× 1×        | verslag | 2× 1×          | Rostov-on-Don Palace of Sports, Rostov-Don Toeschouwers: 2.956 Scheidsrechters: Praštalo, Balvan (BIH) |

| Zondag 29 september 2019 17:00 | Zwitserland | 26–35   | Rusland      | Mobiliar Arena, Muri bei Bern Toeschouwers: 934 Scheidsrechters: Bozhinovski, Nachevski (MKD) |
| Zondag 29 september 2019 17:00 | Kündig 7    | (13–15) | Vyakhireva 7 | Mobiliar Arena, Muri bei Bern Toeschouwers: 934 Scheidsrechters: Bozhinovski, Nachevski (MKD) |
| Zondag 29 september 2019 17:00 | 1× 8× 1×    | verslag | 2× 6×        | Mobiliar Arena, Muri bei Bern Toeschouwers: 934 Scheidsrechters: Bozhinovski, Nachevski (MKD) |

| Zondag 29 september 2019 17:00 | Slowakije   | 26–27   | Servië                   | Športová hala na Zábraní, Hlohovec Toeschouwers: 1.184 Scheidsrechters: Doychinov, Goretsov (BUL) |
| Zondag 29 september 2019 17:00 | Bíziková 11 | (11–10) | Pop-Lazić, Stoiljković 7 | Športová hala na Zábraní, Hlohovec Toeschouwers: 1.184 Scheidsrechters: Doychinov, Goretsov (BUL) |
| Zondag 29 september 2019 17:00 | 2× 5×       | verslag | 2×                       | Športová hala na Zábraní, Hlohovec Toeschouwers: 1.184 Scheidsrechters: Doychinov, Goretsov (BUL) |

|  | Servië  | afgelast | Rusland | Kristalna Dvorana, Zrenjanin |
|  | verslag |          |         | Kristalna Dvorana, Zrenjanin |
|  |         |          |         | Kristalna Dvorana, Zrenjanin |

|  | Zwitserland | afgelast | Slowakije | Kreuzbleichhalle, St. Gallen |
|  | verslag     |          |           | Kreuzbleichhalle, St. Gallen |
|  |             |          |           | Kreuzbleichhalle, St. Gallen |

|  | Rusland | afgelast | Servië | Basket-Hall Krasnodar, Krasnodar |
|  | verslag |          |        | Basket-Hall Krasnodar, Krasnodar |
|  |         |          |        | Basket-Hall Krasnodar, Krasnodar |

|  | Slowakije | afgelast | Zwitserland | Mestská športová hala, Šaľa |
|  | verslag   |          |             | Mestská športová hala, Šaľa |
|  |           |          |             | Mestská športová hala, Šaľa |

| Woensdag 27 mei 2020 18:30 | Slowakije | afgelast | Rusland | Chemkostav Arena, Michalovce |
| Woensdag 27 mei 2020 18:30 | verslag   |          |         | Chemkostav Arena, Michalovce |
| Woensdag 27 mei 2020 18:30 |           |          |         | Chemkostav Arena, Michalovce |

| Woensdag 27 mei 2020 19:30 | Zwitserland | afgelast | Servië | Win4 Arena, Winterthur |
| Woensdag 27 mei 2020 19:30 | verslag     |          |        | Win4 Arena, Winterthur |
| Woensdag 27 mei 2020 19:30 |             |          |        | Win4 Arena, Winterthur |

| Zondag 31 mei 2020 16:00 | Servië  | afgelast | Slowakije | Kristalna Dvorana, Zrenjanin |
| Zondag 31 mei 2020 16:00 | verslag |          |           | Kristalna Dvorana, Zrenjanin |
| Zondag 31 mei 2020 16:00 |         |          |           | Kristalna Dvorana, Zrenjanin |

| Zondag 31 mei 2020 17:00 | Rusland | afgelast | Zwitserland | Dynamo Sports Palace, Moskou |
| Zondag 31 mei 2020 17:00 | verslag |          |             | Dynamo Sports Palace, Moskou |
| Zondag 31 mei 2020 17:00 |         |          |             | Dynamo Sports Palace, Moskou |

### Groep 5
| Pos | Team            | Wed | W | G | V | DV | DT | DS  | Ptn |
| --- | --------------- | --- | - | - | - | -- | -- | --- | --- |
| 1   | Zweden          | 2   | 2 | 0 | 0 | 73 | 45 | +28 | 4   |
| 2   | Tsjechië        | 2   | 2 | 0 | 0 | 68 | 49 | +19 | 4   |
| 3   | Noord-Macedonië | 2   | 0 | 0 | 2 | 55 | 72 | −17 | 0   |
| 4   | Portugal        | 2   | 0 | 0 | 2 | 39 | 69 | −30 | 0   |

| Woensdag 25 september 2019 20:15 | Tsjechië       | 31–20   | Portugal            | Sportovní hala UP, Olomouc Toeschouwers: 700 Scheidsrechters: Loshak, Shajbakov (UKR) |
| Woensdag 25 september 2019 20:15 | drie spelers 5 | (13–11) | Ferreira, Resende 4 | Sportovní hala UP, Olomouc Toeschouwers: 700 Scheidsrechters: Loshak, Shajbakov (UKR) |
| Woensdag 25 september 2019 20:15 | 2× 3×          | verslag | 2× 5×               | Sportovní hala UP, Olomouc Toeschouwers: 700 Scheidsrechters: Loshak, Shajbakov (UKR) |

| Donderdag 26 september 2019 19:00 | Zweden   | 35–26   | Noord-Macedonië | Rosvalla Nyköping Eventcenter, Nyköping Toeschouwers: 1.815 Scheidsrechters: Kull, Tint (EST) |
| Donderdag 26 september 2019 19:00 | Petrén 7 | (20–13) | Ristovska 5     | Rosvalla Nyköping Eventcenter, Nyköping Toeschouwers: 1.815 Scheidsrechters: Kull, Tint (EST) |
| Donderdag 26 september 2019 19:00 | 2×       | verslag | 1× 2×           | Rosvalla Nyköping Eventcenter, Nyköping Toeschouwers: 1.815 Scheidsrechters: Kull, Tint (EST) |

| Zaterdag 28 september 2019 16:30 | Portugal            | 19–38   | Zweden              | Câmara Municipal de Tondela, Tondela Toeschouwers: 900 Scheidsrechters: Fremstad, Pedersen (NOR) |
| Zaterdag 28 september 2019 16:30 | Ferreira, Resende 4 | (7–15)  | Hagman, Lundström 5 | Câmara Municipal de Tondela, Tondela Toeschouwers: 900 Scheidsrechters: Fremstad, Pedersen (NOR) |
| Zaterdag 28 september 2019 16:30 | 1× 3×               | verslag | 1× 6×               | Câmara Municipal de Tondela, Tondela Toeschouwers: 900 Scheidsrechters: Fremstad, Pedersen (NOR) |

| Zaterdag 28 september 2019 18:00 | Noord-Macedonië | 29–37   | Tsjechië    | Boris Trajkovski Sports Center, Skopje Toeschouwers: 500 Scheidsrechters: Bytyqi, Kasapi (KOS) |
| Zaterdag 28 september 2019 18:00 | Livrinikj 12    | (14–14) | Korešová 11 | Boris Trajkovski Sports Center, Skopje Toeschouwers: 500 Scheidsrechters: Bytyqi, Kasapi (KOS) |
| Zaterdag 28 september 2019 18:00 | 3× 2×           | verslag | 2× 3×       | Boris Trajkovski Sports Center, Skopje Toeschouwers: 500 Scheidsrechters: Bytyqi, Kasapi (KOS) |

|  | Tsjechië | afgelast | Zweden | Hala Zubří o.p.s., Zubří |
|  | verslag  |          |        | Hala Zubří o.p.s., Zubří |
|  |          |          |        | Hala Zubří o.p.s., Zubří |

|  | Portugal | afgelast | Noord-Macedonië | Câmara Municipal de Tondela, Tondela |
|  | verslag  |          |                 | Câmara Municipal de Tondela, Tondela |
|  |          |          |                 | Câmara Municipal de Tondela, Tondela |

|  | Zweden  | afgelast | Tsjechië | Arena Skövde, Skövde |
|  | verslag |          |          | Arena Skövde, Skövde |
|  |         |          |          | Arena Skövde, Skövde |

|  | Noord-Macedonië | afgelast | Portugal | Boris Trajkovski Sports Center, Skopje |
|  | verslag         |          |          | Boris Trajkovski Sports Center, Skopje |
|  |                 |          |          | Boris Trajkovski Sports Center, Skopje |

| Woensdag 27 mei 2020 18:00 | Noord-Macedonië | afgelast | Zweden | Boris Trajkovski Sports Center, Skopje |
| Woensdag 27 mei 2020 18:00 | verslag         |          |        | Boris Trajkovski Sports Center, Skopje |
| Woensdag 27 mei 2020 18:00 |                 |          |        | Boris Trajkovski Sports Center, Skopje |

| Donderdag 28 mei 2020 | Portugal | afgelast | Tsjechië | Pavilhão dos Desportos Carlos Pinhão, Serpa |
| Donderdag 28 mei 2020 | verslag  |          |          | Pavilhão dos Desportos Carlos Pinhão, Serpa |
| Donderdag 28 mei 2020 |          |          |          | Pavilhão dos Desportos Carlos Pinhão, Serpa |

| Zondag 31 mei 2020 16:00 | Zweden  | afgelast | Portugal | IFU Arena, Uppsala |
| Zondag 31 mei 2020 16:00 | verslag |          |          | IFU Arena, Uppsala |
| Zondag 31 mei 2020 16:00 |         |          |          | IFU Arena, Uppsala |

| Zondag 31 mei 2020 16:00 | Tsjechië | afgelast | Noord-Macedonië | Sportovní hala Banik Most, Most |
| Zondag 31 mei 2020 16:00 | verslag  |          |                 | Sportovní hala Banik Most, Most |
| Zondag 31 mei 2020 16:00 |          |          |                 | Sportovní hala Banik Most, Most |

### Groep 6
| Pos | Team      | Wed | W | G | V | DV | DT | DS  | Ptn |
| --- | --------- | --- | - | - | - | -- | -- | --- | --- |
| 1   | Kroatië   | 2   | 2 | 0 | 0 | 59 | 29 | +30 | 4   |
| 2   | Frankrijk | 2   | 2 | 0 | 0 | 61 | 34 | +27 | 4   |
| 3   | IJsland   | 2   | 0 | 0 | 2 | 25 | 52 | −27 | 0   |
| 4   | Turkije   | 2   | 0 | 0 | 2 | 38 | 68 | −30 | 0   |

| Woensdag 25 september 2019 18:00 | Kroatië           | 29–8    | IJsland       | Gradski vrt Hall, Osijek Toeschouwers: 1.500 Scheidsrechters: Chrzan, Janas (POL) |
| Woensdag 25 september 2019 18:00 | Ježić, Zadravec 6 | (14–3)  | Knútsdóttir 5 | Gradski vrt Hall, Osijek Toeschouwers: 1.500 Scheidsrechters: Chrzan, Janas (POL) |
| Woensdag 25 september 2019 18:00 | 2×                | verslag | 4×            | Gradski vrt Hall, Osijek Toeschouwers: 1.500 Scheidsrechters: Chrzan, Janas (POL) |

| Woensdag 25 september 2019 20:00 | Frankrijk | 38–17   | Turkije           | Coliséum, Amiens Toeschouwers: 2.700 Scheidsrechters: Weijmans, Wolbertus (NED) |
| Woensdag 25 september 2019 20:00 | Bouquet 6 | (15–9)  | Karaçam, Yılmaz 3 | Coliséum, Amiens Toeschouwers: 2.700 Scheidsrechters: Weijmans, Wolbertus (NED) |
| Woensdag 25 september 2019 20:00 | 2×        | verslag | 1× 4×             | Coliséum, Amiens Toeschouwers: 2.700 Scheidsrechters: Weijmans, Wolbertus (NED) |

| Zondag 29 september 2019 16:00 | IJsland       | 17–23   | Frankrijk | Íþróttamiðstöð Hauka, Hafnarfjörður Toeschouwers: 901 Scheidsrechters: Nygaard, Pedersen (DEN) |
| Zondag 29 september 2019 16:00 | Knútsdóttir 6 | (10–13) | Niombla 5 | Íþróttamiðstöð Hauka, Hafnarfjörður Toeschouwers: 901 Scheidsrechters: Nygaard, Pedersen (DEN) |
| Zondag 29 september 2019 16:00 | 1×            | verslag | 2×        | Íþróttamiðstöð Hauka, Hafnarfjörður Toeschouwers: 901 Scheidsrechters: Nygaard, Pedersen (DEN) |

| Zondag 29 september 2019 18:00 | Turkije  | 21–30   | Kroatië    | Porsuk Spor Salonu, Odunpazarı Toeschouwers: 1.300 Scheidsrechters: Xhema, Jahja (KOS) |
| Zondag 29 september 2019 18:00 | Toprak 4 | (8–16)  | Blažević 8 | Porsuk Spor Salonu, Odunpazarı Toeschouwers: 1.300 Scheidsrechters: Xhema, Jahja (KOS) |
| Zondag 29 september 2019 18:00 | 2× 7×    | verslag | 1× 5×      | Porsuk Spor Salonu, Odunpazarı Toeschouwers: 1.300 Scheidsrechters: Xhema, Jahja (KOS) |

|  | Kroatië | afgelast | Frankrijk | Gradski vrt Hall, Osijek |
|  | verslag |          |           | Gradski vrt Hall, Osijek |
|  |         |          |           | Gradski vrt Hall, Osijek |

|  | IJsland | afgelast | Turkije | Íþróttamiðstöð Hauka, Hafnarfjörður |
|  | verslag |          |         | Íþróttamiðstöð Hauka, Hafnarfjörður |
|  |         |          |         | Íþróttamiðstöð Hauka, Hafnarfjörður |

|  | Frankrijk | afgelast | Kroatië | Axona, Montbéliard |
|  | verslag   |          |         | Axona, Montbéliard |
|  |           |          |         | Axona, Montbéliard |

|  | Turkije | afgelast | IJsland | Amasya Spor Salonu, Amasya |
|  | verslag |          |         | Amasya Spor Salonu, Amasya |
|  |         |          |         | Amasya Spor Salonu, Amasya |

| Woensdag 27 mei 2020 | Turkije | afgelast | Frankrijk | Amasya Spor Salonu, Amasya |
| Woensdag 27 mei 2020 | verslag |          |           | Amasya Spor Salonu, Amasya |
| Woensdag 27 mei 2020 |         |          |           | Amasya Spor Salonu, Amasya |

| Woensdag 27 mei 2020 19:45 | IJsland | afgelast | Kroatië | Íþróttamiðstöð Hauka, Hafnarfjörður |
| Woensdag 27 mei 2020 19:45 | verslag |          |         | Íþróttamiðstöð Hauka, Hafnarfjörður |
| Woensdag 27 mei 2020 19:45 |         |          |         | Íþróttamiðstöð Hauka, Hafnarfjörður |

| Zondag 31 mei 2020 16:00 | Frankrijk | afgelast | IJsland | Palais des sports André-Brouat, Toulouse |
| Zondag 31 mei 2020 16:00 | verslag   |          |         | Palais des sports André-Brouat, Toulouse |
| Zondag 31 mei 2020 16:00 |           |          |         | Palais des sports André-Brouat, Toulouse |

| Zondag 31 mei 2020 16:00 | Kroatië | afgelast | Turkije |  |
| Zondag 31 mei 2020 16:00 | verslag |          |         |  |
| Zondag 31 mei 2020 16:00 |         |          |         |  |

### Groep 7
| Pos | Team     | Wed | W | G | V | DV | DT | DS  | Ptn |
| --- | -------- | --- | - | - | - | -- | -- | --- | --- |
| 1   | Polen    | 2   | 2 | 0 | 0 | 55 | 42 | +13 | 4   |
| 2   | Roemenië | 2   | 2 | 0 | 0 | 52 | 44 | +8  | 4   |
| 3   | Oekraïne | 2   | 0 | 0 | 2 | 50 | 54 | −4  | 0   |
| 4   | Faeröer  | 2   | 0 | 0 | 2 | 36 | 53 | −17 | 0   |

| Woensdag 25 september 2019 18:30 | Roemenië | 27–24   | Oekraïne    | Sala Sporturilor „Dumitru Popescu Colibași”, Brașov Toeschouwers: 2.700 Scheidsrechters: Panayides, Andreou (CYP) |
| Woensdag 25 september 2019 18:30 | Laslo 8  | (15–12) | Perederiy 8 | Sala Sporturilor „Dumitru Popescu Colibași”, Brașov Toeschouwers: 2.700 Scheidsrechters: Panayides, Andreou (CYP) |
| Woensdag 25 september 2019 18:30 | 3×       | verslag | 3× 4×       | Sala Sporturilor „Dumitru Popescu Colibași”, Brașov Toeschouwers: 2.700 Scheidsrechters: Panayides, Andreou (CYP) |

| Woensdag 25 september 2019 20:30 | Polen        | 28–16   | Faeröer | Kompleks Widowisko-Sportowy KCSiR, Kwidzyn Toeschouwers: 1.500 Scheidsrechters: Butskevich, Butskevich (BLR) |
| Woensdag 25 september 2019 20:30 | Kobylińska 7 | (12–8)  | Weyhe 4 | Kompleks Widowisko-Sportowy KCSiR, Kwidzyn Toeschouwers: 1.500 Scheidsrechters: Butskevich, Butskevich (BLR) |
| Woensdag 25 september 2019 20:30 | 3× 1×        | verslag | 1× 3×   | Kompleks Widowisko-Sportowy KCSiR, Kwidzyn Toeschouwers: 1.500 Scheidsrechters: Butskevich, Butskevich (BLR) |

| Zaterdag 28 september 2019 19:00 | Oekraïne  | 26–27   | Polen          | Palace of Sports, Kiev Toeschouwers: 2.200 Scheidsrechters: Pandžić, Mošorinski (SRB) |
| Zaterdag 28 september 2019 19:00 | Savchyn 9 | (14–14) | Kudłacz-Gloc 7 | Palace of Sports, Kiev Toeschouwers: 2.200 Scheidsrechters: Pandžić, Mošorinski (SRB) |
| Zaterdag 28 september 2019 19:00 | 2× 3×     | verslag | 3× 1×          | Palace of Sports, Kiev Toeschouwers: 2.200 Scheidsrechters: Pandžić, Mošorinski (SRB) |

| Zondag 29 september 2019 17:00 | Faeröer         | 20–25   | Roemenië   | Høllin á Hálsi, Tórshavn Toeschouwers: 635 Scheidsrechters: Smailagic, Smailagic (SWE) |
| Zondag 29 september 2019 17:00 | Hansen, Weyhe 5 | (12–11) | Buceschi 6 | Høllin á Hálsi, Tórshavn Toeschouwers: 635 Scheidsrechters: Smailagic, Smailagic (SWE) |
| Zondag 29 september 2019 17:00 | 1× 2×           | verslag | 1× 4×      | Høllin á Hálsi, Tórshavn Toeschouwers: 635 Scheidsrechters: Smailagic, Smailagic (SWE) |

|  | Polen   | afgelast | Roemenië | Hala RCS, Lubin |
|  | verslag |          |          | Hala RCS, Lubin |
|  |         |          |          | Hala RCS, Lubin |

|  | Faeröer | afgelast | Oekraïne | Høllin á Hálsi, Tórshavn |
|  | verslag |          |          | Høllin á Hálsi, Tórshavn |
|  |         |          |          | Høllin á Hálsi, Tórshavn |

|  | Oekraïne | afgelast | Faeröer | Sport Complex Lokomotiv, Kharkiv |
|  | verslag  |          |         | Sport Complex Lokomotiv, Kharkiv |
|  |          |          |         | Sport Complex Lokomotiv, Kharkiv |

|  | Roemenië | afgelast | Polen | Olimpia Sports Hall, Ploiești |
|  | verslag  |          |       | Olimpia Sports Hall, Ploiești |
|  |          |          |       | Olimpia Sports Hall, Ploiești |

| 27-28 mei 2020 | Faeröer | afgelast | Polen |  |
| 27-28 mei 2020 | verslag |          |       |  |
| 27-28 mei 2020 |         |          |       |  |

| Woensdag 27 mei 2020 18:00 | Oekraïne | afgelast | Roemenië | Sport Complex Lokomotiv, Kharkiv |
| Woensdag 27 mei 2020 18:00 | verslag  |          |          | Sport Complex Lokomotiv, Kharkiv |
| Woensdag 27 mei 2020 18:00 |          |          |          | Sport Complex Lokomotiv, Kharkiv |

| Zondag 31 mei 2020 16:00 | Polen   | afgelast | Oekraïne | Hala Widowiskowa Sportowa, Koszalin |
| Zondag 31 mei 2020 16:00 | verslag |          |          | Hala Widowiskowa Sportowa, Koszalin |
| Zondag 31 mei 2020 16:00 |         |          |          | Hala Widowiskowa Sportowa, Koszalin |

| Zondag 31 mei 2020 17:00 | Roemenië | afgelast | Faeröer | Traian Sports Hall, Râmnicu Vâlcea |
| Zondag 31 mei 2020 17:00 | verslag  |          |         | Traian Sports Hall, Râmnicu Vâlcea |
| Zondag 31 mei 2020 17:00 |          |          |         | Traian Sports Hall, Râmnicu Vâlcea |

## Gekwalificeerde teams
De Europese federatie EHF heeft besloten vanwege de coronapandemie de vier nog te spelen rondes in de kwalificatie te schrappen en de teams aan te wijzen op basis van de eindranking van het vorige EK, in 2018. De aangewezen teams stonden bovendien allen in de top 2 van de tussenstand van de verschillende poules.
| Land       | Gekwalificeerd als                             | Datum van kwalificatie |
| ---------- | ---------------------------------------------- | ---------------------- |
| Denemarken | Gastland                                       | 20 september 2014      |
| Noorwegen  | Gastland                                       | 20 september 2014      |
| Frankrijk  | Automatisch gekwalificeerd: 1e plaats EK 2018  | 24 april 2020          |
| Rusland    | Automatisch gekwalificeerd: 2e plaats EK 2018  | 24 april 2020          |
| Nederland  | Automatisch gekwalificeerd: 3e plaats EK 2018  | 24 april 2020          |
| Roemenië   | Automatisch gekwalificeerd: 4e plaats EK 2018  | 24 april 2020          |
| Zweden     | Automatisch gekwalificeerd: 6e plaats EK 2018  | 24 april 2020          |
| Hongarije  | Automatisch gekwalificeerd: 7e plaats EK 2018  | 24 april 2020          |
| Montenegro | Automatisch gekwalificeerd: 9e plaats EK 2018  | 24 april 2020          |
| Duitsland  | Automatisch gekwalificeerd: 10e plaats EK 2018 | 24 april 2020          |
| Servië     | Automatisch gekwalificeerd: 11e plaats EK 2018 | 24 april 2020          |
| Spanje     | Automatisch gekwalificeerd: 12e plaats EK 2018 | 24 april 2020          |
| Slovenië   | Automatisch gekwalificeerd: 13e plaats EK 2018 | 24 april 2020          |
| Polen      | Automatisch gekwalificeerd: 14e plaats EK 2018 | 24 april 2020          |
| Tsjechië   | Automatisch gekwalificeerd: 15e plaats EK 2018 | 24 april 2020          |
| Kroatië    | Automatisch gekwalificeerd: 16e plaats EK 2018 | 24 april 2020          |